# Chilenischer Hering
Der Chilenische Hering (Strangomera bentincki, Synonym: Clupea bentincki) ist eine Art der Heringe (Clupeidae), die im östlichen Südpazifik vor der Küste von Chile vorkommt. Obwohl diese Art in der Vergangenheit nur eine geringe Bedeutung für die Fischerei hatte, sind die Fangzahlen für den Chilenischen Hering seit den 1990er Jahren rapide angestiegen. Dabei werden die Tiere vor allem zur Herstellung von protein- und fettreichem Fischmehl genutzt, unter anderem zur Herstellung von Futtermitteln für Fischfarmen.

## Merkmale
Der Fisch wird maximal etwa 28,5 Zentimeter, durchschnittlich allerdings nur etwa 15 Zentimeter lang und erreicht seine Geschlechtsreife bei einer Länge von 10 bis 11 Zentimetern. Die Tiere sind schlank und im Querschnitt gerundet, der Bauch ist nicht stark gekielt. Auf der Rückenseite sind die Fische dunkelbraun und auf den Körperseiten silbrig, die Flossen sind durchscheinend. Sie besitzen 13 bis 21 Rückenflossenweichstrahlen und keine Rückenflossenstacheln. Die Afterflosse besteht aus 12 bis 23 Weichstrahlen und ist ebenfalls stachellos.

## Verbreitung
Der Chilenische Hering lebt im östlichen Südpazifik vor der Küste von Chile. Sein Verbreitungsgebiet reicht von Coquimbo und Valparaíso nach Süden bis Talcahuano und wahrscheinlich auch bis zur chilenischen Insel Mocha. Dabei ist es möglich, dass es vor allem im Süden auch zu Verwechslungen mit der sehr ähnlichen Sprottenart Sprattus fuegensis kommt.

## Lebensweise
Die Tiere leben in großen Schwärmen in den Küstengewässern nahe der Oberfläche bis in Tiefen von etwa 70 Metern. Sie ernähren sich von Plankton, vor allem von Kieselalgen, die sie aus dem Wasser filtern. Die Fortpflanzung findet im Sommer vor allem vom Juni bis November statt, die Geschlechtsreife erreichen die Tiere mit etwa 10 Zentimetern Körperlänge. Die Eier und die Larven leben planktonisch.

## Systematik
Die wissenschaftliche Erstbeschreibung der Art stammt von dem britischen Ichthyologen John Roxborough Norman aus dem Jahr 1936. Er beschrieb die Art als Clupea bentincki und ordnete sie damit in die Gattung der Echten Heringe (Clupea) ein. Peter J. P. Whitehead stellte die Art 1965 als einzige Art in die von ihm neu beschrieben und monotypische Gattung Strangomera. Teilweise wird die Art jedoch weiterhin Clupea zugeordnet.
Innerhalb der Art werden zwei Unterarten unterschieden, Strangomera bentincki bentincki in den Meeresgebieten südlich von Talcahuano sowie Strangomera bentincki cuga zwischen Valparaiso to Talcahuano.

## Gefährdung und Schutz
Der Bestand des Chilenischen Herings wird von der IUCN als nicht gefährdet eingestuft, wobei der aktuelle Populationstrend unbekannt ist.
Die Hauptbedrohung für die Bestände geht von der industriellen Fischerei vor Chile aus, bei der die Art eine der am häufigsten gefangenen Arten ist. Obwohl die Fische in ihrem gesamten Verbreitungsgebiet stark befischt werden, sind sie häufig in großen Zahlen vorhanden und es gibt nur wenige Hinweise darauf, dass diese Art überfischt ist. Die der Ernährungs- und Landwirtschaftsorganisation der Vereinten Nationen (FAO) gemeldeten Fangzahlen dieser Art belaufen sich auf durchschnittlich etwa 280.000 Tonnen pro Jahr (2018). Insgesamt sind die gemeldeten Fangzahlen über die vergangenen Jahrzehnte (Statistiken seit 1950) stark angestiegen, vor allem seit den 1990er Jahren. 1983 lagen die Fangzahlen bei etwa 18.600 Tonnen, in den Jahren 1999 mit 782.000 Tonnen und 2011 mit 887.000 Tonnen wurden markante Spitzenmengen erreicht. Die Tiere werden vor allem zu Fischmehl verarbeitet, das etwa 80 % der Gesamtnutzungsmenge ausmacht.
Auch die Auswirkungen des Wetterphänomens El Niño auf die Bestände dieser Art wurden untersucht und es wurde festgestellt, dass die Bestandszahlen negativ mit Anomalien der Meeresoberflächentemperatur korreliert sind.

## Belege
1. 1 2 3 4 5  Chilenischer Hering auf Fishbase.org (englisch); abgerufen am 18. September 2019.
2. 1 2 3 4  Strangomera bentincki, Artporträt bei der Ernährungs- und Landwirtschaftsorganisation der Vereinten Nationen (FAO); abgerufen am 18. September 2019.
3. 1 2 3  Peter J. P. Whitehead: FAO SPECIES CATALOGUE: Vol.7. Clupeoid fishes of the world (Suborder Clupeoidei). An annotated and illustrated catalogue of the herrings, sardines, pilchards, sprats, shads, anchovies and wolf-herrings. Part 1. Chirocentridae, Clupeidae and Pristigasteridae. Food and Agriculture Organization of the United Nations, Rom 1985. (Download)
4. 1 2 3  Strangomera bentincki in der Roten Liste gefährdeter Arten der IUCN 2019. Eingestellt von: F. Di Dario, J. Williams, 2017. Abgerufen am 18. September 2019.